# Carretera Estatal de Indiana 5
La Carretera Estatal de Indiana 5, y abreviada SR 5 (en inglés: Indiana State Road 5) es una carretera estatal estadounidense ubicada en el estado de Indiana. La carretera inicia en el Sur desde la IN 22     en Upland hacia el Norte en la IN 120  cerca de Shipshewana. La carretera tiene una longitud de 154,5 km (96 mi).

## Mantenimiento
Al igual que las autopistas interestatales, y las rutas federales y el resto de carreteras estatales, la Carretera Estatal de Indiana 5 es administrada y mantenida por el Departamento de Transporte de Indiana por sus siglas en inglés INDOT.

## Cruces
La Carretera Estatal de Indiana 5 es atravesada principalmente por la:
- I 69
- US 224     en Huntington
- US 24  IN 9   en Huntington
- US 30     en Larwill
- US 6  US 33   en Ligonier
- US 20  cerca de Shipshewana.